# Let It Be (альбом)
Let It Be (укр. Хай буде) — тринадцятий і останній студійний альбом гурту The Beatles. Більшість пісень бути записано до виходу альбому Abbey Road (1969). Платівка була підготовлена як звукова доріжка до фільму «Нехай буде так», прем'єра якого відбулася в травні 1970 року.
На той час музиканти ансамблю втратили інтерес до спільної роботи, і завершував підготовку проекту Філ Спектор. Узяті ним записи початку 1969 року були перероблені: зокрема, він додав хор у композицію Маккартні «The Long And Winding Road», а також вніс ряд інших істотних змін в аранжування. Пісня «I Me Mine» Гаррісона була записана без участі Леннона. Більшість пісень можна почути в однойменному фільмі.

## Список композицій
Всі пісні написали Джон Леннон і Пол Маккартні, за винятком відзначених.

### Перша сторона
1. «Two of Us»
2. «Dig a Pony»
3. «Across the Universe»
4. «I Me Mine» (Джордж Харрісон)
5. «Dig It» (Джон Леннон, Пол Маккартні, Рінго Старр, Джордж Харрісон)
6. «Let It Be»
7. «Maggie Mae» (народна, аранжування: Джон Леннон, Пол Маккартні, Джордж Харрісон, Рінго Старр)

### Друга сторона
1. «I've Got a Feeling»
2. «One After 909»
3. «The Long and Winding Road»
4. «For You Blue» (Джордж Харрісон)
5. «Get Back»

## Альбомні сингли
- Get Back / Old Brown Shoe — травень 1969
- Let It Be / You Know My Name (Look Up The Number) — травень 1970

## Сертифікації
| Регіон | Сертифікація  | Продажі    |
| --- | ------------- | ---------- |
| Аргентина (CAPIF) | 2× Платиновий | 120 000^   |
| Австралія (ARIA) | Платиновий    | 70 000^    |
| Канада (Music Canada) | 4× Платиновий | 400 000    |
| Данія (IFPI Denmark) | Платиновий    | 20 000     |
| Франція (SNEP) | Золотий       | 100 000*   |
| Італія (FIMI) sales since 2009 | Золотий       | 25 000     |
| Нова Зеландія (RIANZ) Reissue | 2× Платиновий | 30 000^    |
| Велика Британія (BPI) | Платиновий    | 300 000    |
| США (RIAA) | 4× Платиновий | 4 000 000^ |
| *продажі, що базуються лише на сертифікаціях · ^відвантаження, що базуються лише на сертифікаціях · продажі+прослуховування, що базуються лише на сертифікаціях |               |            |